# شهرستان مدیسون (فلوریدا)
شهرستان مدیسون، فلوریدا (به انگلیسی: Madison County, Florida) یک سکونتگاه مسکونی در ایالات متحده آمریکا است که در فلوریدا واقع شده‌است.